# Heterorachis acuta
Heterorachis acuta là một loài bướm đêm trong họ Geometridae.